# Roca del Morral
La Roca del Morral és una muntanya de 1.824 metres que es troba al municipi del Pont de Bar, a la comarca de l'Alt Urgell.